# Bataille de Karuse
Guerres Teutoniques
Batailles
Guerres Teutoniques
La bataille de Karuse opposa les chevaliers Teutoniques de l'ordre de Livonie aux forces du grand-duché de Lituanie, le 16 février 1270, sur les eaux gelées de la Väinameri, en mer Baltique.
Presque tout ce que l'on connaît de cette bataille est issu de la Chronique rimée de Livonie (en), qui lui consacre 192 lignes.

## Le contexte
Otto von Lutterberg, qui commandait déjà les troupes coalisées livoniennes, danoises et estoniennes lors de la bataille de Rakvere en 1268 face aux troupes slaves des Princes russes de Dimitri Ier Vladimirski, dirigea les chevaliers Teutoniques et ses alliés danois contre les forces du grand-duché de Lituanie commandées par le grand-duc lituanien Traidenis. 

## La bataille
Les croisés coalisés de l'ordre de Livonie attaquèrent les forces lituaniennes sur les eaux gelées de la mer Baltique au large de l'île de Saaremaa. S'il est possible pour les Lituaniens de s'y rendre à pied, c'est que la mer est prise dans la glace. Les Lituaniens se protégèrent de cette attaque en renversant leurs traîneaux et purent contenir l'assaut teutonique. Malgré la préparation et la surprise de cette attaque, l'ordre de Livonie subit un revers et déplora la mort de plus de 50 chevaliers, dont le grand maître Otto von Lutterberg, et d'environ 600 soldats de rang. La victoire inattendue du grand duché de Lituanie fut néanmoins lourde sur le plan humain avec environ 1 600 morts.

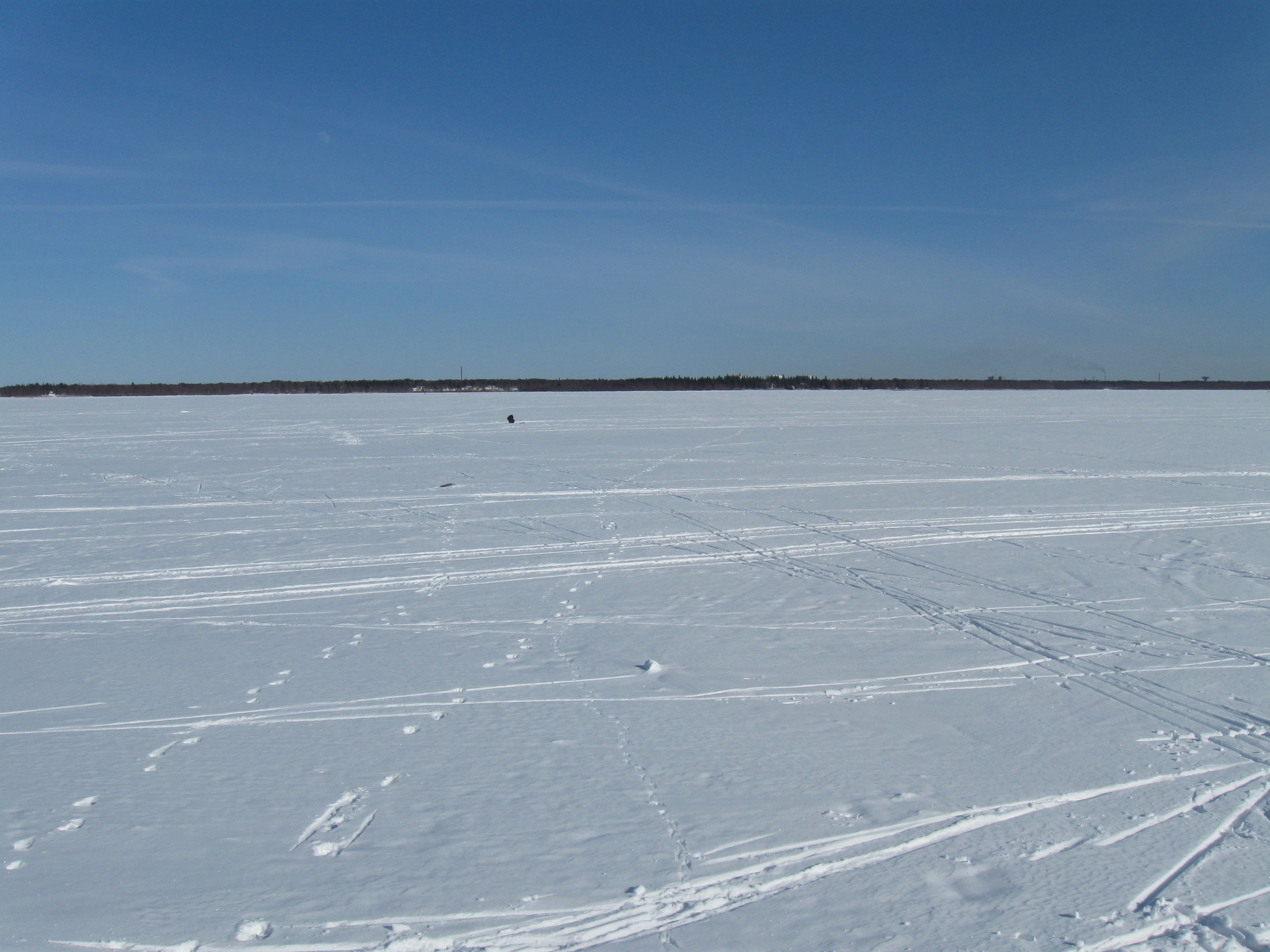
Paysage de la mer Baltique gelée.

## Conséquences
Décidé à reprendre l'avantage contre les Lituaniens et dans la perspective de l'élection d'un nouveau Grand-Maître, le vice-maître Andreas von Westfalen souhaita engager ses chevaliers dans une victoire rapide. Mais dès 1270, à la bataille de Padaugava, lui-même ainsi qu'une vingtaine de chevaliers furent tués dans leur camp pendant leur repos.